# Thrigby
Thrigby – wieś w Anglii, w Norfolk. W 1931 wieś liczyła 47 mieszkańców. Thrigby jest wspomniana w Domesday Book (1086) jako Trikebei/Trukebei.